# Lycée Camille-Guérin
Le lycée Camille-Guérin est un établissement d'enseignement supérieur et secondaire situé à Poitiers.

## Histoire
Ouvert en 1964, cet établissement fut d'abord l'annexe du lycée Henri-IV situé rue Louis-Renard dans le centre-ville de Poitiers. Dès 1967, il est devenu établissement principal, tandis que le lycée Henri-IV devenait son annexe, en attendant sa transformation en collège Henri-IV en 1974. 
Le lycée Camille-Guérin détient une importante collection d'animaux empaillés qui est conservée dans son laboratoire de sciences naturelles et provient en grande partie du fonds patrimonial de l'ancien lycée Henri IV .
Camille Guérin, auquel le lycée doit son nom, est né à Poitiers en 1872. Cet éminent chercheur est notamment l'auteur de la méthode de vaccination contre la tuberculose, connue de nos jours sous le nom de B.C.G. (vaccin bilié de Calmette et Guérin).
L'établissement, qui occupe quelque 70 000 mètres carrés, a fait l'objet d'importants travaux de rénovation dans les années 1990. Ce sont essentiellement ses classes préparatoires aux grandes écoles qui lui confèrent un certain rayonnement.

## Situation actuelle

### Le lycée
- 1500 élèves et étudiants
- 150 enseignants
- 7 hectares
- 2 internats : 299 places de résidence pour les étudiants de classe préparatoire, 90 places d’internat pour les élèves du secondaire ;
- 1 CDI  animé et encadré par 3 professeurs documentalistes : 20 000 ouvrages répertoriés, 90 abonnements, 20 postes informatiques en libre accès ;
- 1 salle polyvalente

### Classement du lycée
Le lycée se classe 11e sur 14 au niveau départemental quant à la qualité d'enseignement, et 1786e au niveau national. Le classement s'établit sur trois critères : le taux de réussite au bac, la proportion d'élèves de première qui obtient le baccalauréat en ayant fait les deux dernières années de leur scolarité dans l'établissement, et la valeur ajoutée (calculée à partir de l'origine sociale des élèves, de leur âge et de leurs résultats au diplôme national du brevet).

### Les classes préparatoires aux grandes écoles
A la rentrée 2024, le lycée abrite 700 élèves en CPGE littéraires (Khâgne LSH) et scientifiques (MP, MPI, PC, PSI, BCPST).
Le classement national des classes préparatoires aux grandes écoles (CPGE) se fait en fonction du taux d'admission des élèves dans les grandes écoles. 
En 2015, L'Étudiant donnait le classement suivant pour les concours de 2014, alors que le lycée comptait encore deux classes littéraires et une classe ECS : 
| Filière | Élèves admis dans une grande école* | Taux d'admission* | Taux moyen sur 5 ans | Classement national | Évolution sur un an |
| --- | ----------------------------------- | ----------------- | -------------------- | ------------------- | ------------------- |
| ECS | 1 / 22 élèves                       | 5 %               | 4 %                  | 38eex-æquo sur 95   | 5                   |
| Khâgne A/L | 0 / 33 élèves                       | 0 %               | 0 %                  | 41eex-æquo sur 41   | =                   |
| Khâgne LSH | 0 / 40 élèves                       | 0 %               | 1 %                  | 73eex-æquo sur 73   | 47                  |
| MP / MP* | 4 / 70 élèves                       | 6 %               | 7 %                  | 42e sur 114         | 5                   |
| PC / PC* | 4 / 49 élèves                       | 8 %               | 2 %                  | 29e sur 110         | 81                  |
| PSI / PSI* | 2 / 36 élèves                       | 6 %               | 4 %                  | 58eex-æquo sur 120  | 3                   |
| BCPST | 10 / 81 élèves                      | 12 %              | 16 %                 | 49e sur 53          | 3                   |
| Source : Classement 2015 des prépas - L'Étudiant (Concours de 2014). * le taux d'admission dépend des grandes écoles retenues par l'étude. En filières ECE et ECS, ce sont HEC, ESSEC, et l'ESCP. Pour les khâgnes, ce sont l'ENSAE, l'ENC, les 3 ENS, et 5 écoles de commerce (HEC, ESSEC, ESCP, EM Lyon et EDHEC). En filières scientifiques, ce sont un panier de 11 à 17 écoles d'ingénieurs qui ont été retenus selon la filière (MP, PC, PSI, PT ou BCPST). |                                     |                   |                      |                     |                     |

## Anciens élèves
- Lycée :
- Brian Joubert[12]

- Hypokhâgne :
- Emmanuel Laurentin[13]
- Benjamin Lavernhe[14]

- Khâgne :
- Jean-Pierre Thiollet[15]